# Emmanuel Pahud

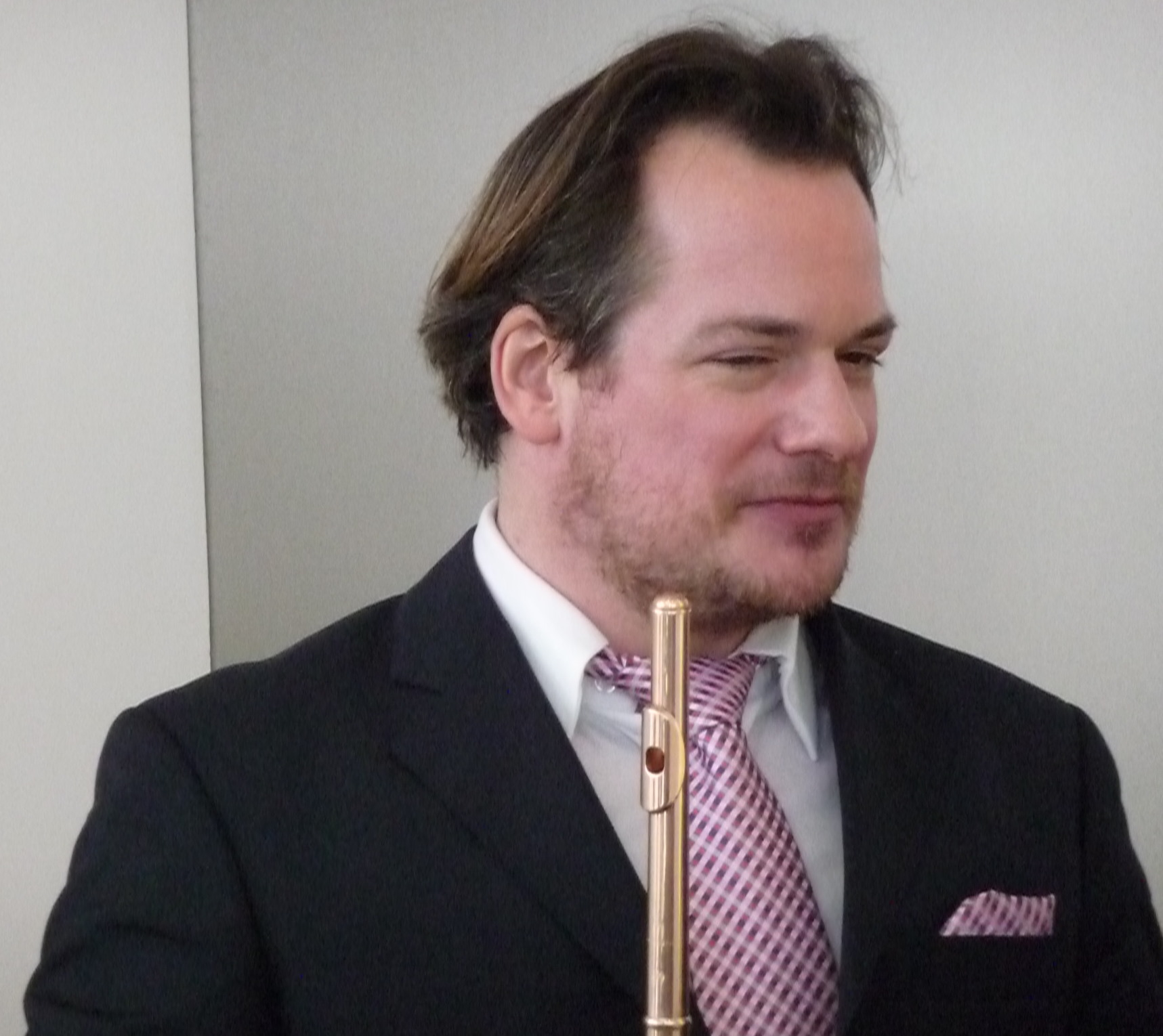
Emmanuel Pahud

Emmanuel Pahud (Genève, 27 januari 1970) is een Frans-Zwitsers fluitist.
Pahud begon met fluitspelen toen hij 6 jaar oud was. Hij studeerde onder andere aan het Koninklijk Conservatorium in Brussel bij Carlos Bruneel. In 1990 studeerde hij af aan het Conservatoire de Paris met de premier prix. Daarna studeerde hij verder bij Aurèle Nicolet. Hij won eerste prijzen op de internationale concoursen in Duino (1988), Kobe (1989) en Genève (1992). Hij ontving ook een onderscheiding van de Yehudi Menuhin Stichting.
Op zijn 22e werd Pahud solofluitist van de Berliner Philharmoniker onder leiding van Claudio Abbado. Na 8 jaar, in 2000 gaf hij deze baan op om zich volledig te wijden aan zijn solocarrière en les te geven in Genève. In 2002 keerde hij weer terug bij de Berliner. Pahud gaf concerten en speelde op festivals over de hele wereld. Hij heeft een vast platencontract bij EMI (ondertussen Warner).